# Aldisa erwinkoehleri
Aldisa erwinkoehleri is een slakkensoort uit de familie van de Cadlinidae. De wetenschappelijke naam van de soort werd voor het eerst geldig gepubliceerd in 2001 door Perrone.